# Lambert (rivière)
Pour les articles homonymes, voir Lambert.
La rivière Lambert  (en anglais : Lambert River) est un cours d’eau de la région de la West Coast de l’Île du Sud de la Nouvelle-Zélande.

## Géographie
Elle s’écoule vers le nord à partir du glacier Lambert situé dans les Alpes Sud, rejoignant le fleuve  Wanganui à 15 km au sud-est de la ville d’Harihari.